# Chucuito (Puno)
Chucuito is een stadsdistrict van de provincie Puno, in de gelijknamige regio van Peru. Het ligt 18 km ten zuidoosten van de stad Puno aan de weg die naar Juli, de rivier Desaguadero en La Paz (Bolivia) leidt. Het dorp ligt op 3875 meter boven zeeniveau, aan de oevers van het Titicacameer.

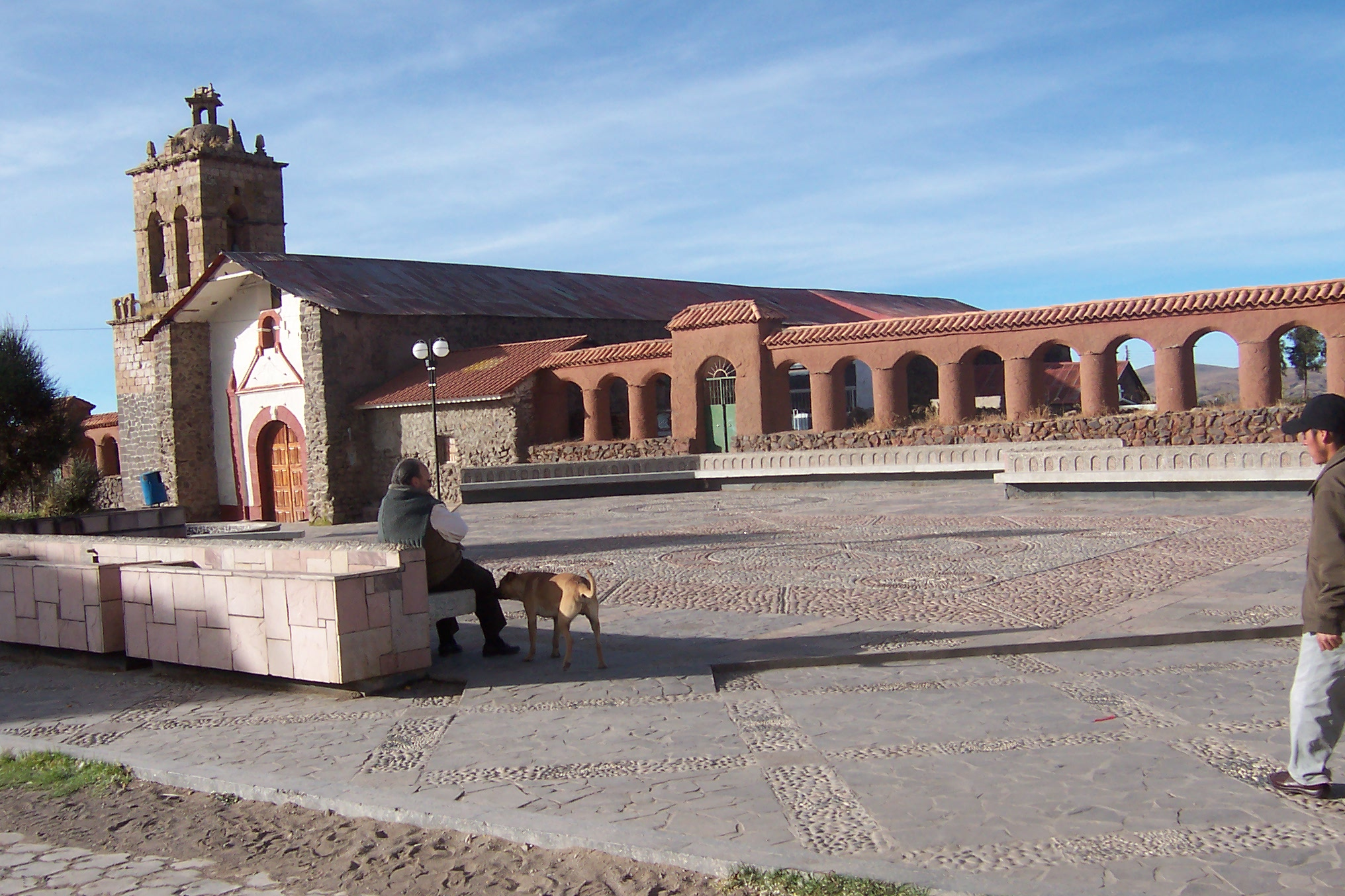
Kerk in Chucuito.

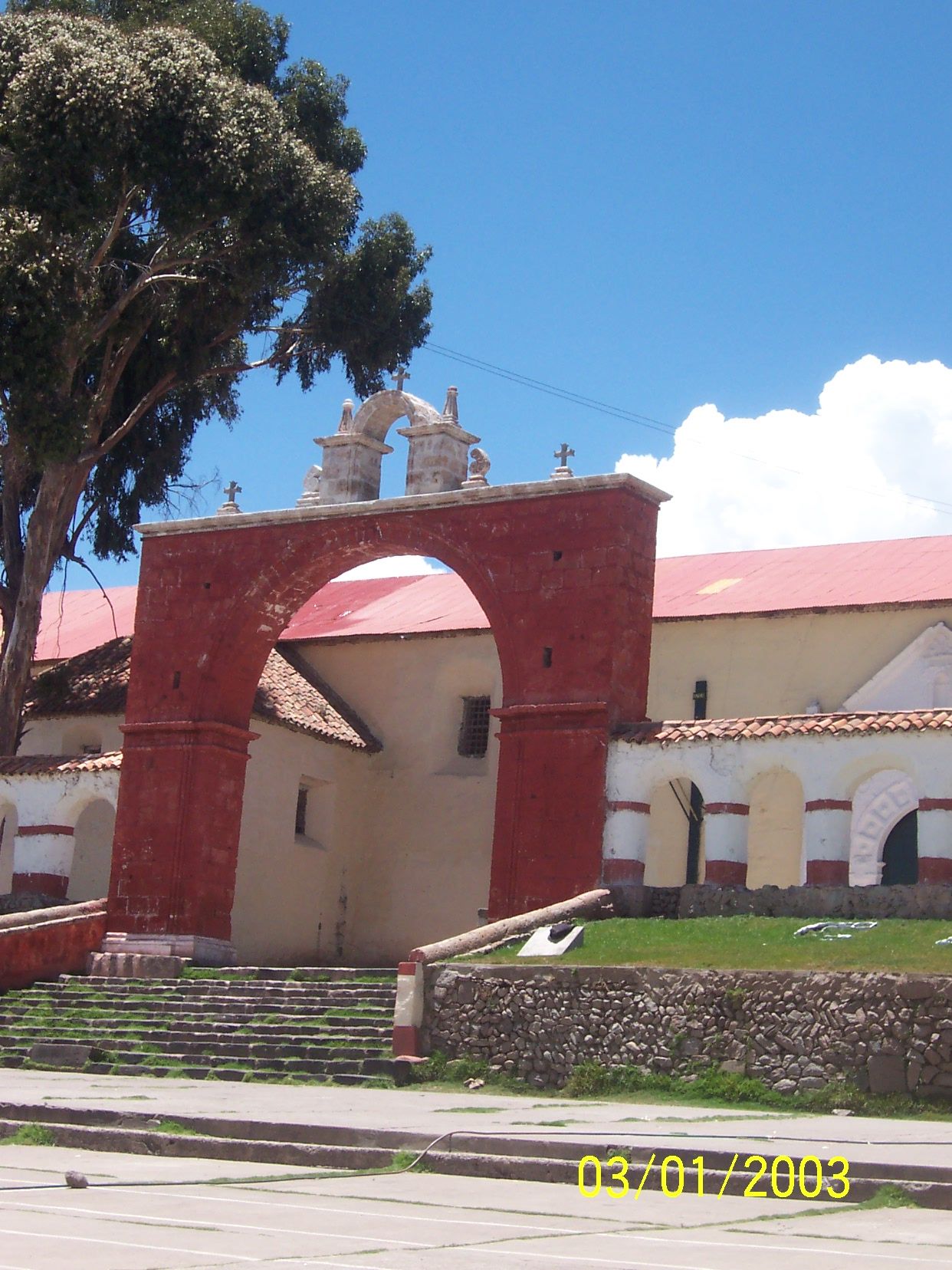
Ingang van de Asunciónkerk van Chucuito.